# جورج إف. فاولر
جورج إف. فاولر (بالإنجليزية: George F. Fuller)‏ هو شخصية أعمال أمريكي، ولد في 1869 في غرافتون في الولايات المتحدة، وتوفي في 1962.